# 一本鎖プラス鎖RNAウイルス
一本鎖陽方向鎖RNAウイルス（英語: Positive-sense single-stranded RNA virus）または(+)ssRNAウイルスは、遺伝物質として+鎖の一本鎖RNAを用いるRNAウイルスである。一本鎖RNAは、その方向によって、陽方向鎖（プラス方向鎖）と陰方向鎖（マイナス方向鎖）が存在する。プラス鎖RNAウイルスのゲノムは伝令RNAとしても働き、宿主細胞中でタンパク質に翻訳される。(+)ssRNAウイルスは、ボルティモア分類で第4群に分類され、C型肝炎ウイルス、西ナイルウイルス、デングウイルス、SARS関連コロナウイルス、MERSコロナウイルス等の多くの病原体や風邪の原因となるライノウイルスも含まれる。

## 複製
(+)ssRNAウイルスは、ゲノムと伝令RNAの両方として働く遺伝物質を持ち、宿主細胞中で宿主リボソームを用い、直接タンパク質に翻訳される。感染後に最初に発現するタンパク質はゲノム複製に関わり、細胞内膜と合わさって(+)ssRNAウイルスゲノムからウイルス複製複合体(VRC)を形成する。VRCは、ウイルス由来と宿主由来の両方のタンパク質を含み、また粗面小胞体の他、ミトコンドリア、液胞、ゴルジ体、葉緑体、ペルオキシソーム、細胞膜、オートファゴソーム等に由来する様々な細胞小器官の膜と結合している。(+)ssRNAゲノムの複製は二本鎖RNA中間体を介して進行し、膜陥入部での複製は二本鎖RNAの存在に対する細胞応答の回避が目的である可能性がある。多くの場合、複製の際にサブゲノムmRNAも作られる。リボソームはウイルスゲノムの配列内リボソーム進入部位（IRES）と非常に高い親和性で結合するため、感染後、宿主細胞の翻訳装置全体がウイルスタンパク質の生産へ転換される。ポリオウイルスやライノウイルス等のいくつかのウイルスでは、細胞性mRNAの翻訳を開始するのに必要な構成要素がウイルスのプロテアーゼによって分解されるため、宿主の通常のタンパク質合成はさらに低下する。
全ての(+)ssRNAウイルスゲノムは、RNA鋳型からRNAを合成するRNA依存性RNAポリメラーゼ(RdRP)をコードしている。(+)ssRNAウイルスが複製の際に必要とする宿主タンパク質にはRNA結合タンパク質、シャペロン、膜再構築タンパク質、脂質合成タンパク質等があり、細胞の分泌経路がウイルス複製のために利用される。

## 組換え
少なくとも2つのウイルスゲノムが同一の宿主細胞に存在するとき、多くの(+)ssRNAウイルスで遺伝的組換えが起こる。ヒトの病原体の(+)ssRNAウイルスでも組換え能力は一般的である。RNAの組換えは、ピコルナウイルス科（ポリオウイルスなど）におけるゲノム構造の決定とウイルスの進化過程の主要な駆動力となっているようである。組換えはコロナウイルス科（SARSなど）でも生じる。RNAウイルスの組換えはゲノムの損傷に対処するための適応であるようである。組換えは同一種の異なる系統の(+)ssRNAウイルス間でも稀に起こる。その結果生じた組換えウイルスは、SARSやMERSのように、時としてヒトでの感染のアウトブレイクを引き起こす可能性がある。
植物のウイルスであるTombusvirusやCarmovirusでは、RNA組換えは複製の際に頻繁に起こる。これらのウイルスのRNA依存性RNAポリメラーゼが持つRNA鋳型を切り替える能力からは、RNA組換えのcopy choice modelはウイルスゲノムの損傷に対処するための適応機構である可能性が示唆される。ブロムモザイクウイルスやシンドビスウイルスも組換え能力があることが報告されている。

## ゲノム
(+)ssRNAウイルスのゲノムは、RdRPを含めて通常3個から10個の比較的少数の遺伝子を含む。コロナウイルスは最大で32kb長と既知のRNAゲノムで最も大きく、他のRNAウイルスが持たないエキソリボヌクレアーゼ等の複製校正機構を持つと言われている。

## 分類
(+)ssRNAウイルスは、ニドウイルス目、ピコルナウイルス目及びティモウイルス目の3つの目に分けられる。さらに33の科に分けられるが、そのうち20は目に配属されていない。細菌（レビウイルス科）、真核生物微生物、植物、無脊椎動物、脊椎動物を含む、広範な宿主に感染するが、古細菌に感染するものは知られていない。

### 細菌
既知の(+)ssRNAウイルスの中で、レビウイルス科のみが細菌に感染するバクテリオファージである。既知のレビウイルスは、腸内細菌科の細菌に感染する。RNAゲノムを持つファージは比較的珍しく、あまり分かっていない。他に既知なのは、二本鎖RNAウイルスのシストウイルス科のみである。しかし、メタゲノミクスにより、さらに多くの新たな例が同定されている。

### 真核生物
(+)ssRNAウイルスは、植物ウイルスとしては最も一般的なタイプである。海洋ウイルスのメタゲノミクスでは、ピコルナウイルス目が極めて優勢であった。これらのウイルスは、単細胞真核生物に感染すると考えられている。
脊椎動物に感染する(+)ssRNAウイルスには8つの科があり、そのうち4つ（ピコルナウイルス科、アストロウイルス科、カリシウイルス科、ヘペウイルス科）がエンベロープなし、4つ（フラビウイルス科、トガウイルス科、アルテリウイルス科、コロナウイルス科）がエンベロープありである。アルテリウイルス科以外の全てにヒトの病原体が少なくとも1つ含まれている。アルテリウイルス科は動物の病原体としてのみ知られている。多くの病原性(+)ssRNAウイルスは、節足動物内で増殖しそれらの吸血活動によって脊椎動物に伝播されるアルボウイルスである。メタゲノミクス研究により、昆虫のみを宿主とする多くのRNAウイルスが同定された。